# NMIC Legislative

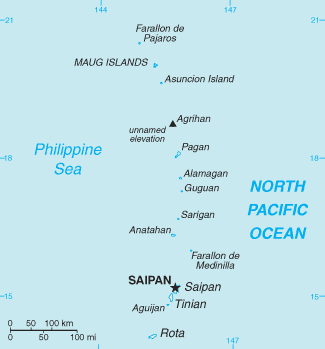
Nordmarianerna

Nordmarianernas vapen

NMIC Legislative , egentligen Northern Mariana Islands Commonwealth Legislative är det lokala parlamentet i Nordmarianerna i Stilla havet.

## Parlamentet
NMIC Legislative är ett tvåkammarparlament delad på The House of Representatives (Underhuset) och The Senate (Överhuset). Parlamentet är den lagstiftande makten i Nordmarianerna.
Parlamentet har sitt säte i orten Capitol Hill på Saipan.

## Sammansättning

### House of Representatives
20 Representatives (ledamöter) valda på en tvåårsperiod. Alla ledamöter väljs i 7 valkretsar där mandaten (1) baseras på folkmängden och fördelar sig på:
- 18 ledamöter från Saipandistriktet (underdelad i 5 distrikt omfattande Saipan och alla öar norr om Saipan)
- 1 ledamot från Rotadistriktet
- 1 ledamot från Tinian- och Aguiguandistriktet

Talmannen kallas "Speaker of the House".

### Senate
9 Senators (ledamöter) valda på en tvåårsperiod. Alla ledamöter väljs i 7 valkretsar där mandaten fördelar sig på:
- 3 ledamöter från Saipandistriktet
- 3 ledamöter från Rotadistriktet
- 3 ledamöter från Tinian- och Aguiguandistriktet

Talmannen kallas "President of the Senate".
Alla ledamöter väljs enbart från politiska partier.
Statschef är USA:s president som representeras av en Governor (guvernör). Guvernören är regeringschef och posten innehas av Benigno Fitial sedan 2006.

## Historia
1964 inrättades "Congress of Micronesia" i det av USA förvaltade "US Trust Territory of the Pacific Islands" som då omfattade flera områden samtidigt som det fanns ett lokalt parlament på Nordmarianerna Mariana Islands District Legislature.
Den 1 april 1976 inrättades parlamentet i sin nuvarande form inför den kommande autonomin.
Den 9 januari 1978 antog Nordmarianerna sin första konstitution (2) där även parlamentets existens ratificerades. Antalet ledamöter var då 14.
De senaste valen genomfördes den 3 november 2007 och samtidigt ökades mandaten från 18 till 20 ledamöter.